# بارلی

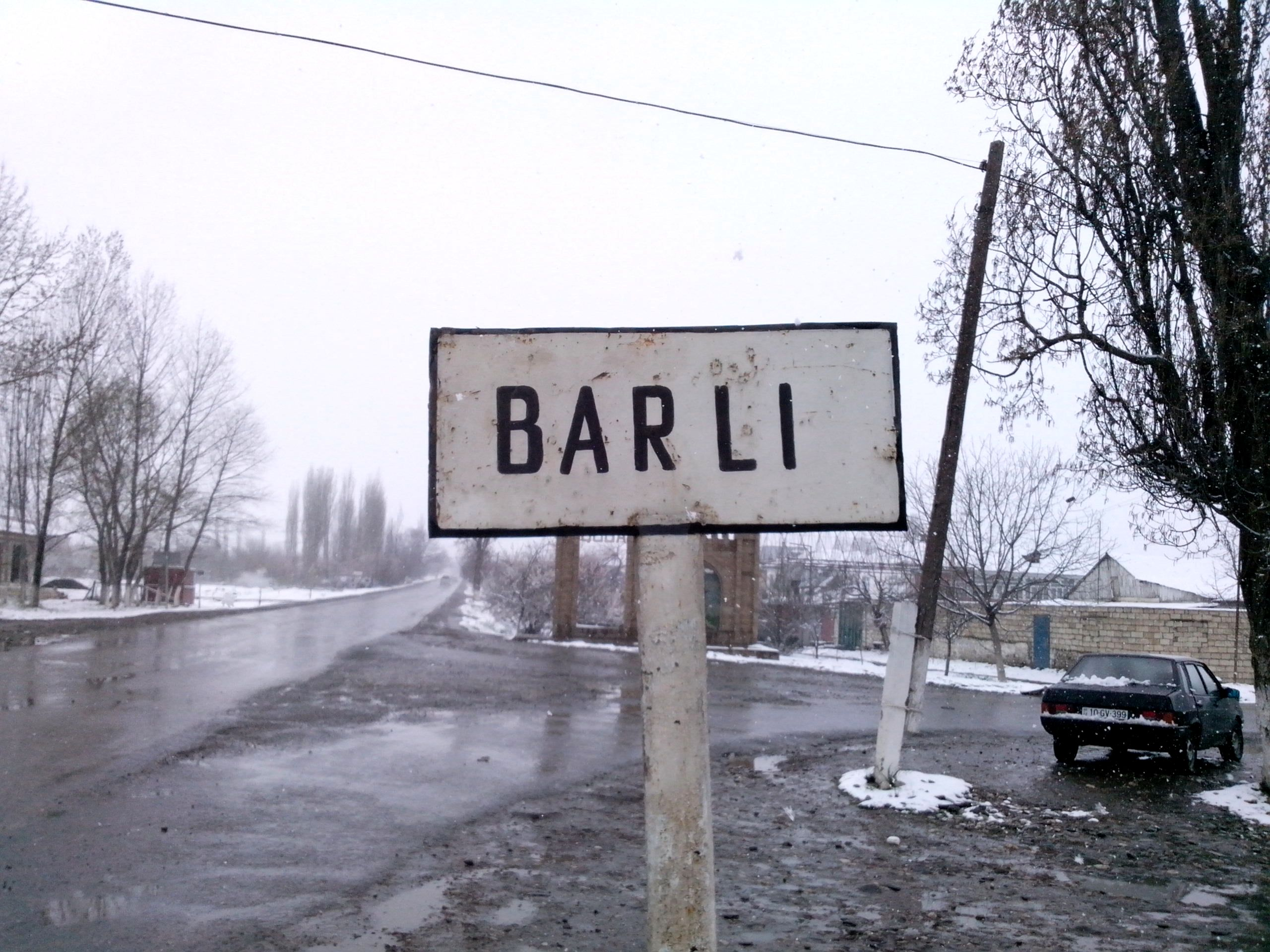
بارلی

بارلی (به ترکی آذربایجانی: Barlı) یک منطقه مسکونی در جمهوری آذربایجان است که در شهرستان قوبا واقع شده‌است. بارلی ۱۵۸۵ نفر جمعیت دارد.